# Odprto prvenstvo Anglije 2014
Odprto prvenstvo Anglije 2014 je teniški turnir za Grand Slam, ki je med 23. junijem in 6. julijem 2014 potekal v Londonu.

## Moški posamično
- Novak Đoković :  Roger Federer, 6–7(7–9), 6–4, 7–6(7–4), 5–7, 6–4

## Ženske posamično
- Petra Kvitová :  Eugenie Bouchard, 6–3, 6–0

## Moške dvojice
- Vasek Pospisil /  Jack Sock :  Bob Bryan /  Mike Bryan, 7–6(7–5), 6–7(3–7), 6–4, 3–6, 7–5

## Ženske dvojice
- Sara Errani /  Roberta Vinci :  Tímea Babos /  Kristina Mladenovic, 6–1, 6–3

## Mešane dvojice
- Nenad Zimonjić /  Samantha Stosur :  Maks Mirni /  Chan Hao-ching, 6–4,  6–2